# Shahrestān di Zanjan
Lo shahrestān di Zanjan (in farsi شهرستان زنجان) è uno degli 8 shahrestān della provincia di Zanjan.
Il capoluogo è Zanjan. Lo shahrestān è suddiviso in 3 circoscrizioni (bakhsh): 
- Centrale (بخش مرکزی)
- Zanjanrud (بخش زنجانرود)
- Qareh Poshtelu (بخش قره‌پشتلو), con la città di Armaghankhaneh.